# Trisetaria parviflora
Trisetaria parviflora là một loài thực vật có hoa trong họ Hòa thảo. Loài này được (Desf.) Maire miêu tả khoa học đầu tiên năm 1942.